# Lake Mohegan
Lake Mohegan és una concentració de població designada pel cens dels Estats Units a l'estat de Nova York. Segons el cens del 2000 tenia 5.979 habitants.

## Demografia
Segons el cens del 2000, Lake Mohegan tenia 5.979 habitants, 1.975 habitatges, i 1.520 famílies. La densitat de població era de 796 habitants per km².
Dels 1.975 habitatges en un 43,1% hi vivien nens de menys de 18 anys, en un 65,2% hi vivien parelles casades, en un 9% dones solteres, i en un 23% no eren unitats familiars. En el 18,9% dels habitatges hi vivien persones soles el 4,7% de les quals corresponia a persones de 65 anys o més que vivien soles. El nombre mitjà de persones vivint en cada habitatge era de 2,83 i el nombre mitjà de persones que vivien en cada família era de 3,26.
Per edats la població es repartia de la següent manera: un 28,8% tenia menys de 18 anys, un 7,6% entre 18 i 24, un 32,7% entre 25 i 44, un 22,1% de 45 a 60 i un 8,8% 65 anys o més.
L'edat mediana era de 35 anys. Per cada 100 dones de 18 o més anys hi havia 95,2 homes.
La renda mediana per habitatge era de 80.719 $ i la renda mediana per família de 88.903 $. Els homes tenien una renda mediana de 59.219 $ mentre que les dones 39.648 $. La renda per capita de la població era de 29.945 $. Entorn del 3,5% de les famílies i el 4,1% de la població estaven per davall del llindar de pobresa.